# مؤتمر الأمم المتحدة للتجارة والتنمية
مؤتمر الأمم المتحدة للتجارة والتنمية (بالإنجليزية: United Nations Conference on Trade and Development)‏ كما يعرف أيضاً باسم أونكتاد نسبة للاختصار (بالإنجليزية: UNCTAD)‏  هو منظمة دولية تساعد على إيجاد بيئة ملائمة تسمح باندماج الدول النامية في الاقتصاد العالمي.
يُعد الأونكتاد جزءًا من الأمانة العامة للأمم المتحدة يتناول قضايا التجارة والاستثمار والتنمية. وتتمثل أهداف المنظمة في «زيادة فرص التجارة والاستثمار والتنمية للبلدان النامية إلى أقصى حد ومساعدتها في جهودها الرامية إلى الاندماج في الاقتصاد العالمي على أساس عادل». أنشأت الجمعية العامة للأمم المتحدة الأونكتاد في عام 1964، ويقدم تقاريره إلى الجمعية العامة للأمم المتحدة والمجلس الاقتصادي والاجتماعي للأمم المتحدة.
يتمثل الهدف الرئيسي للأونكتاد في صياغة سياسات متعلقة بجميع جوانب التنمية، بما في ذلك التجارة والمعونة والنقل والتمويل والتكنولوجيا. ويجتمع المؤتمر عادةً مرة واحدة كل أربع سنوات؛ وتوجد الأمانة الدائمة في جنيف.
يُعد فهم وتنفيذ نظام الأفضليات المعمم (جي إس بّي) أحد الإنجازات الرئيسية للأونكتاد (1964). وزُعم في الأونكتاد أنه من الضروري تقديم امتيازات جمركية خاصة للصادرات، من أجل تعزيز صادرات السلع المصنعة من البلدان النامية. صاغت البلدان المتقدمة، بعد قبول هذه الحجة، مخطط نظام الأفضليات المعمم الذي ينص على دخول صادرات وتوريد بعض السلع الزراعية من البلدان النامية بشكل معفى من الرسوم الجمركية أو بمعدلات مخفضة في البلدان المتقدمة. وبما أن واردات هذه الأصناف من البلدان المتقدمة الأخرى ستخضع لمعدلات جمارك عادية، ستتمتع واردات نفس الأصناف من البلدان النامية بميزة تنافسية.
استند إنشاء الأونكتاد في عام 1964 إلى مخاوف البلدان النامية بشأن السوق الدولية والشركات متعددة الجنسيات والتفاوت الكبير بين الدول المتقدمة والدول النامية. أُنشئ مؤتمر الأمم المتحدة للتجارة والتنمية لتوفير منتدى يمكن للبلدان النامية عن طريقه مناقشة المشاكل المتعلقة بتنميتها الاقتصادية. نمت المنظمة استنادًا إلى وجهة النظر القائلة إن المؤسسات القائمة مثل جات (التي حلت محلها الآن منظمة التجارة العالمية، دبليو إتش أو)، وصندوق النقد الدولي، والبنك الدولي غير منظمة بشكل صحيح للتعامل مع المشاكل الخاصة للبلدان النامية. وارتبط الأونكتاد لاحقًا، في سبعينيات وثمانينيات القرن العشرين، ارتباطًا وثيقًا بفكرة النظام الاقتصادي الدولي الجديد (إن آي إي أو).
انعقد مؤتمر الأونكتاد الأول في جنيف عام 1964، والثاني في نيودلهي عام 1968، والثالث في سانتياغو عام 1972، والرابع في نيروبي عام 1976، والخامس في مانيلا عام 1979، والسادس في بلغراد عام 1983، والسابع في جنيف عام 1987، والثامن في قرطاجنة عام 1992، والتاسع في جوهانسبرج (جنوب إفريقيا) عام 1996، والعاشر في بانكوك (تايلاند) عام 2000، والحادي عشر في ساو باولو (البرازيل) عام 2004، والثاني عشر في أكرا عام 2008، والثالث عشر في الدوحة (قطر) عام 2012 والرابع عشر في نيروبي (كينيا) عام 2016.
يضم الأونكتاد حاليًا 195 دولة عضو ويقع مقره في جنيف في سويسرا. يعمل في الأونكتاد 400 موظف وبلغت ميزانيته العادية نصف السنوية (2010-2011) 138 مليون دولار من النفقات الأساسية و72 مليون دولار من أموال المساعدة التقنية الخارجة عن الميزانية. ويعتبر جزءًا من مجموعة الأمم المتحدة للتنمية المستدامة. تشارك منظمات غير حكومية أيضًا في أنشطة الأونكتاد.

## العضوية

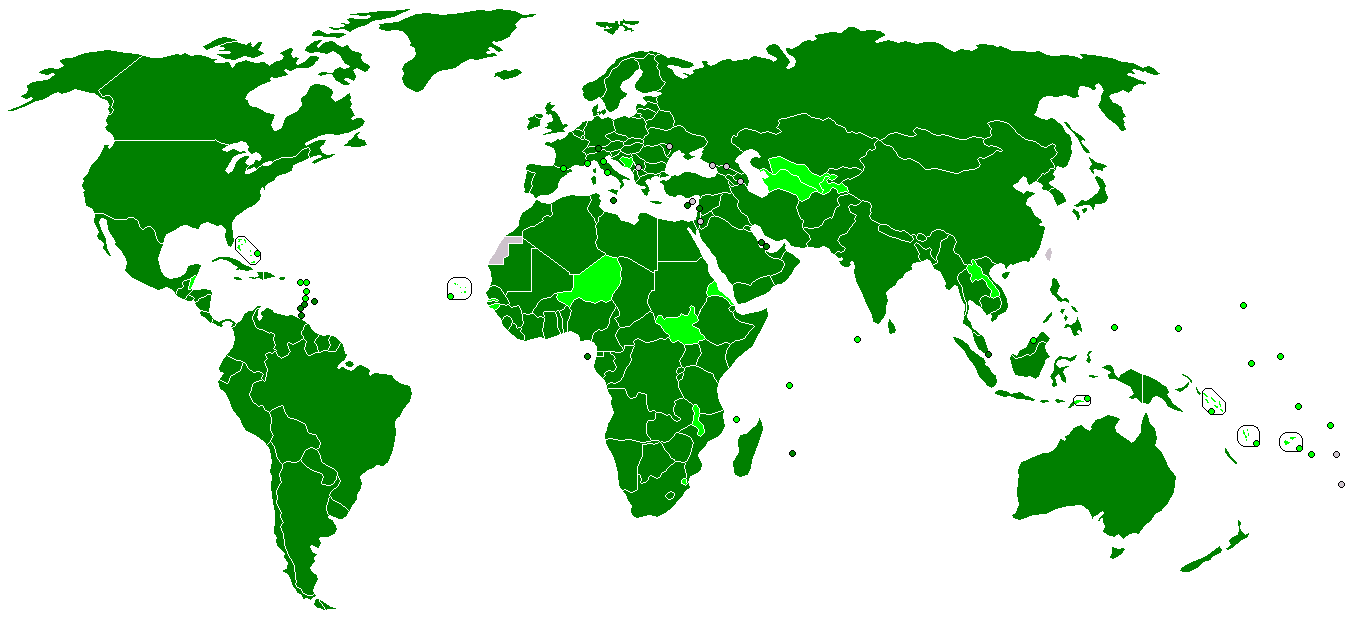
أعضاء الأونكتاد
أعضاء الأونكتاد في مجلس التجارة والتنمية

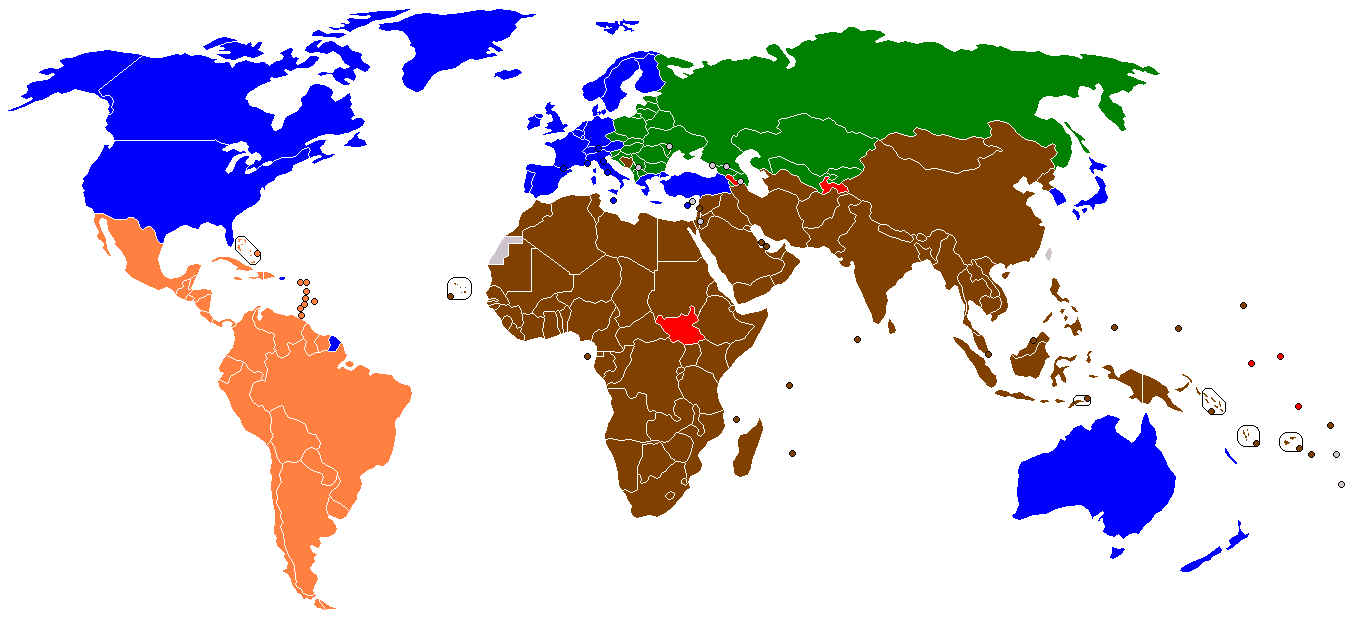
أعضاء القائمة أ
أعضاء القائمة ب
أعضاء القائمة ج
أعضاء القائمة د
أعضاء لم يعينوا بعد

انضم إلى الأونكتاد 195 دولة عضو، منذ مايو 2018 وشمل: جميع الدول الأعضاء الأمم المتحدة بالإضافة إلى الدول المراقبة في الأمم المتحدة، وفلسطين والكرسي الرسولي. يُقسم أعضاء الأونكتاد إلى أربع قوائم، يستند التقسيم إلى المجموعات الإقليمية للأمم المتحدة، ويوجد ستة أعضاء غير معينين هم: أرمينيا، وكيريباتي، وناورو، وجنوب السودان، وطاجيكستان وتوفالو. تتكون القائمة أ غالبًا من دول مجموعات إفريقيا وآسيا والمحيط الهادئ التابعة للأمم المتحدة. تتكون القائمة ب من دول مجموعة أوروبا الغربية ومجموعات أخرى. تتكون القائمة ج من دول مجموعة دول أمريكا اللاتينية والكاريبي (غرولاك). وتتكون القائمة د من دول مجموعة أوروبا الشرقية.
تعمل القوائم، المحددة أصلًا في القرار التاسع عشر للجمعية العامة عام 1995، على تحقيق التوازن في التوزيع الجغرافي لتمثيل الدول الأعضاء في مجلس تنمية التجارة وهياكل الأونكتاد الأخرى. وتماثل هذه القوائم قوائم اليونيدو، وهي وكالة متخصصة تابعة للأمم المتحدة. يعتبر الفلسطينيون أحدث الأعضاء.

## الاجتماعات
يجرى العمل الحكومي الدولي على خمسة مستويات من الاجتماعات:
يعقد مؤتمر الأونكتاد كل أربع سنوات:
| الأونكتاد الرابع عشر | نيروبي    | كينيا        | 17-22 يوليو 2016      |
| الأونكتاد الثالث عشر | الدوحة    | قطر          | 21-26 أبريل 2012      |
| الأونكتاد الثاني عشر | أكرا      | غانا         | 21-25 أبريل 2008      |
| الأونكتاد الحادي عشر | ساو باولو | البرازيل     | 13-18يونيو 2004       |
| الأونكتاد العاشر     | بانكوك    | تايلاند      | 12-19 فبراير 2000     |
| الأونكتاد التاسع     | ميدراند   | جنوب أفريقيا | 27 أبريل-11 مايو 1996 |
| الأونكتاد الثامن     | قرطاجنة   | كولومبيا     | 8-25 فبراير 1992      |
| الأونكتاد السابع     | جنيف      | سويسرا       | 8 يوليو-3 أغسطس 1987  |
| الأونكتاد السادس     | بلغراد    | يوغوسلافيا   | 6-30 يونيو 1983       |
| الأونكتاد الخامس     | مانيلا    | الفلبين      | 7 مايو-3 يونيو 1979   |
| الأونكتاد الرابع     | نيروبي    | كينيا        | 5-31 مايو 1976        |
| الأونكتاد الثالث     | سانتياغو  | تشيلي        | 13 أبريل-21 مايو 1972 |
| الأونكتاد الثاني     | نيودلهي   | الهند        | 31 يناير-29 مارس 1968 |
| الأونكتاد الأول      | جنيف      | سويسرا       | 23 مارس-16 يونيو 1964 |

- مجلس التجارة والتنمية التابع للأونكتاد؛ يدير عمل الأونكتاد بين كل مؤتمرين ويلتقي ثلاث مرات تقريبًا كل عام؛
- أربع لجان تابعة للأونكتاد وفرقة عاملة واحدة؛ تجتمع هذه اللجان أكثر من المجلس، وتناول قضايا السياسات والبرامج والميزانية؛
- اجتماعات الخبراء؛ تعقد اللجان اجتماعات للخبراء حول مواضيع مختارة لتقديم الموضوعية ومساهمة الخبراء لمناقشات سياسات اللجنة.
- ويعد من المقرر عقد الاجتماع الخامس عشر الذي يُعقد كل أربع سنوات في بريدج تاون في بربادوس، في الفترة من 25 حتى 30 أبريل 2021.

## التقارير
يصدر الأونكتاد عددًا من التقارير الموضوعية التي تشمل:
- تقرير التجارة والتنمية[13]
- استعراض التجارة والبيئة[14]
- تقرير الاستثمار العالمي[15]
- تقرير التنمية الاقتصادية في أفريقيا[16]
- تقرير متعلق بأقل البلدان نموًا[17]
- إحصاءات الأونكتاد[18]
- تقرير الاقتصاد الرقمي (المعروف سابقًا باسم تقرير اقتصاد المعلومات)[19]
- استعراض النقل المائي[20]
- استعراض سنوي لقضايا المحاسبة والإبلاغ الدولية[21]
- تقرير التكنولوجيا والابتكار[22]

## نقاط أخرى
ينظم الأونكتاد برامج المساعدة التقنية مثل النظام الآلي للبيانات الجمركية، ونظام إدارة الديون والتحليل المالي، وأمبريتيك والرابطة العالمية لوكالات تشجيع الاستثمار.
وبالإضافة إلى ذلك، يجري الأونكتاد تعاونًا تقنيًا محددًا بالاشتراك مع منظمة التجارة العالمية عن طريق مركز التجارة الدولية المشترك (آي تي سي)، وهو وكالة تعاون تقني تستهدف الجوانب التشغيلية والموجهة للشركات لتنمية التجارة.
يستضيف الأونكتاد فريق الخبراء الحكومي الدولي العامل المعني بالمعايير الدولية للمحاسبة والإبلاغ (آي إس إيه آر).

### مبادرات الشراكة
يعد مؤتمر الأمم المتحدة للتجارة والتنمية (الأونكتاد) عضو مؤسس في مبادرة الأمم المتحدة للأسواق المالية المستدامة (إس إس إي) إلى جانب مبادئ الاستثمار المسؤول، ومبادرة تمويل برنامج الأمم المتحدة للبيئة (يو إن إي بّي- إف آي)، والميثاق العالمي للأمم المتحدة.

## التأسيس
أُنْشِئَ الأونكتاد كهيئة حكومية دائمة في عام 1964، وهو الهيئة الرئيسية التابعة لجهاز الأمانة العامة لهيئة الأمم المتحدة، في مجال التجارة والتنمية.

## مهام المنظمة
تعمل المنظمة على مساعدة البلدان النامية على مواجهة تحديات التنمية على المستوى الوطني والإقليمي والعالمي من خلال تنويع الاقتصادات وجعلها أقل اعتمادا على السلع، والمساعدة على الاستقرار الاقتصادي والحد من التقلبات المالية والتعرض للديون، وتهيئة البيئة الجاذبة للاستثمار، وتعزيز روح المبادرة والابتكار، تعديل اللوائح التي تحد من المنافسة، وتقيس المنظمة التقدم المحرز في تحقيق أهداف التنمية في كل من البلدان التي تسير وفق خطط التنمية الاقتصادية، إضافة إلى المساهمة في أعمال خطة «تمويل التنمية» وما يعرف بخطة عمل أديس أبابا التي تعمل على دعم اتساق السياسات على المستوى العالمي.

## الأعضاء
ويبلغ عدد أعضاء الاونكتاد حاليا 188 دولة. ويشارك في عمله، بصفة مراقبين، الكثير من المنظمات الحكومية الدولية وغير الحكومية فضلا عن ممثلي المجتمع المدني.
الأمين العام لمؤتمر الأونكتاد هو السيد الدكتور/ موكيسا كيتوى، وهو كينى الأصل تولي منصب الأمين العام في 1 سبتمبر 2013.

## الأهداف
- تمثل أهدافه الأساسية في تحقيق أقصى ما يمكن تحقيقه من الزيادة في فرص التجارة والتنمية المتاحة للبلدان النامية.
- مساعدة هذه البلدان على مواجهة التحديات الناشئة عن العولمة وعلى الاندماج في الاقتصاد العالمي على أساس أكثر إنصافا.

## النشاط
في أداء وظائفها، تعمل الأمانة العامة للأونكتاد جنبا إلى جنب مع الحكومات الأعضاء وتتفاعل مع مؤسسات منظومة الأمم المتحدة واللجان الإقليمية، وكذلك مع المؤسسات الحكومية والمنظمات غير الحكومية والقطاع الخاص ، بما في ذلك جمعيات التجارة والصناعة، ومعاهد البحوث في جميع أنحاء العالم إضافة إلى الجامعات.
1. لجنة تحضيرية (من 13 إلى 15 حزيران / يونيو)

1. أيام للقاءات حول عدد من الموضوعات مع المجتمع المدني (من 16 إلى 19 حزيران / يونيو)
2. القمة (من 20 إلى 22 حزيران / يونيو)

## وصلات خارجية
- الموقع الرسمي